# Podsunac
Podsunac (krozofora, lat. Chrozophora),  rod korisnog jednogodišnjeg raslinja iz Euroazije od zapadnog Mediterana do Indije, Mjanmara [Burme] i Indokine, tropske i Južne Afrike; Krima, Sjevernog Kavkaza i Srednje Azije.
Postoji osam vrsta, a u Hrvatskoj je zastupljen od vrste bojadisarski podsunac ili bojadisarska krozofora, 

## Vrste
1. Chrozophora brocchiana (Vis.) Schweinf.
2. Chrozophora mujunkumi Nasimova
3. Chrozophora obliqua (Vahl) A.Juss. ex Spreng.
4. Chrozophora oblongifolia (Delile) A.Juss. ex Spreng.
5. Chrozophora rottleri (Geiseler) A.Juss.
6. Chrozophora sabulosa Kar. & Kir.
7. Chrozophora senegalensis (Lam.) A.Juss.
8. Chrozophora tinctoria (L.) A.Juss.

## Vanjske poveznice
|  | Zajednički poslužitelj ima još gradiva o temi Chrozophora |
|  | Wikivrste imaju podatke o taksonu Chrozophora             |